# 135
Évszázadok: 1. század – 2. század – 3. század
Évtizedek: 80-as évek – 90-es évek – 100-as évek – 110-es évek – 120-as évek – 130-as évek – 140-es évek – 150-es évek – 160-as évek – 170-es évek – 180-as évek
Évek: 130 – 131 – 132 – 133 –  134 – 135 – 136 – 137 – 138 – 139 – 140

## Események

### Római Birodalom
- Lucius Tutilius Lupercus Pontianust (helyettese májustól M. Cutius Priscus Messius Rusticus Aemilius Papus Arrius Proculus Julius Celsus, szeptembertől  	P. Rutilius Fabianus) és Publius Calpurnius Atilianust (helyettese L. Burbuleius Optatus Ligarianus és Cn. Papirius Aelianus Aemilius Tuscillus) választják consulnak.
- Augusztus 9-én a rómaiak elfoglalják az utolsó zsidó erődítményt, Betart is. Simon bar Kohbát megölik, a zsidók felkelése véget ér. A felkelésnek mintegy 580 ezer áldozata volt, 50 erődített város és 985 falu pusztult el.
- Hadrianus császár végleges megoldást akar a sokadszorra fellázadó zsidók problémájára. Jeruzsálem a harcokban gyakorlatilag elpusztult és helyét a római colonia, Aelia Capitolina foglalja el; a zsidókat a környékéről is kitiltják. A Templom helyén Jupiter-oltár, a Golgotán római szentély épül. Iudaea provinciát Syria Palaestinára nevezik át. A zsidók jelentős részét eladják rabszolgának, sokan szétszóródnak a birodalomban; innentől veszi kezdetét a zsidó diaszpóra.
- A rómaiak kivégzik a híres Talmud-tudóst, Akiba rabbit.

## Születések
- Pescennius Niger római császár
- Júda ha-Nászi, zsidó teológus

## Halálozások
- Epiktétosz, görög sztoikus filozófus
- Simon bar Kohba, zsidó felkelő
- Akiva rabbi, zsidó teológus

## Fordítás
- Ez a szócikk részben vagy egészben  a(z)   135 című francia Wikipédia-szócikk ezen változatának fordításán alapul.  Az eredeti cikk szerkesztőit annak laptörténete sorolja fel. Ez a jelzés csupán a megfogalmazás eredetét és a szerzői jogokat jelzi, nem szolgál a cikkben szereplő információk forrásmegjelöléseként.